# Тетракарбонилродиевая кислота
Тетракарбонилродиевая кислота — неорганическое соединение,
карбонильный комплекс родия с формулой HRh(CO)4, жёлтая жидкость.
Может быть получена действием монооксида углерода и водорода на металлический родий:
{\displaystyle {\mathsf {2Rh+8CO+H_{2}\ {\xrightarrow {p}}\ 2HRh(CO)_{4}}}}
Применяется как катализатор в органической химии, например, при каталитической гидрогенизации монооксида углерода.